# Palais de granit
Le Palais de granit (en russe : Гранитный дворец) est l'ancien bâtiment principal de l'entreprise Hackman et Co à Vyborg, en fédération de Russie, édifié en 1907-1908 suivant le projet des architectes finlandais Uno Ullberg et Axel Gyldén (fi) dans le style romantique national et Art nouveau. Le bâtiment, devenu l'un des plus connus de la ville, a été endommagé pendant la guerre finno-soviétique (1939-1940) et la guerre de Continuation (1941-1944), puis a été rénové dans les années d'après-guerre en modifiant le plan du projet initial. Le bâtiment se trouve à l'angle de deux rues : la rue Severnyi Val no 5 et la rue Podgornaïa no 14.

## Histoire

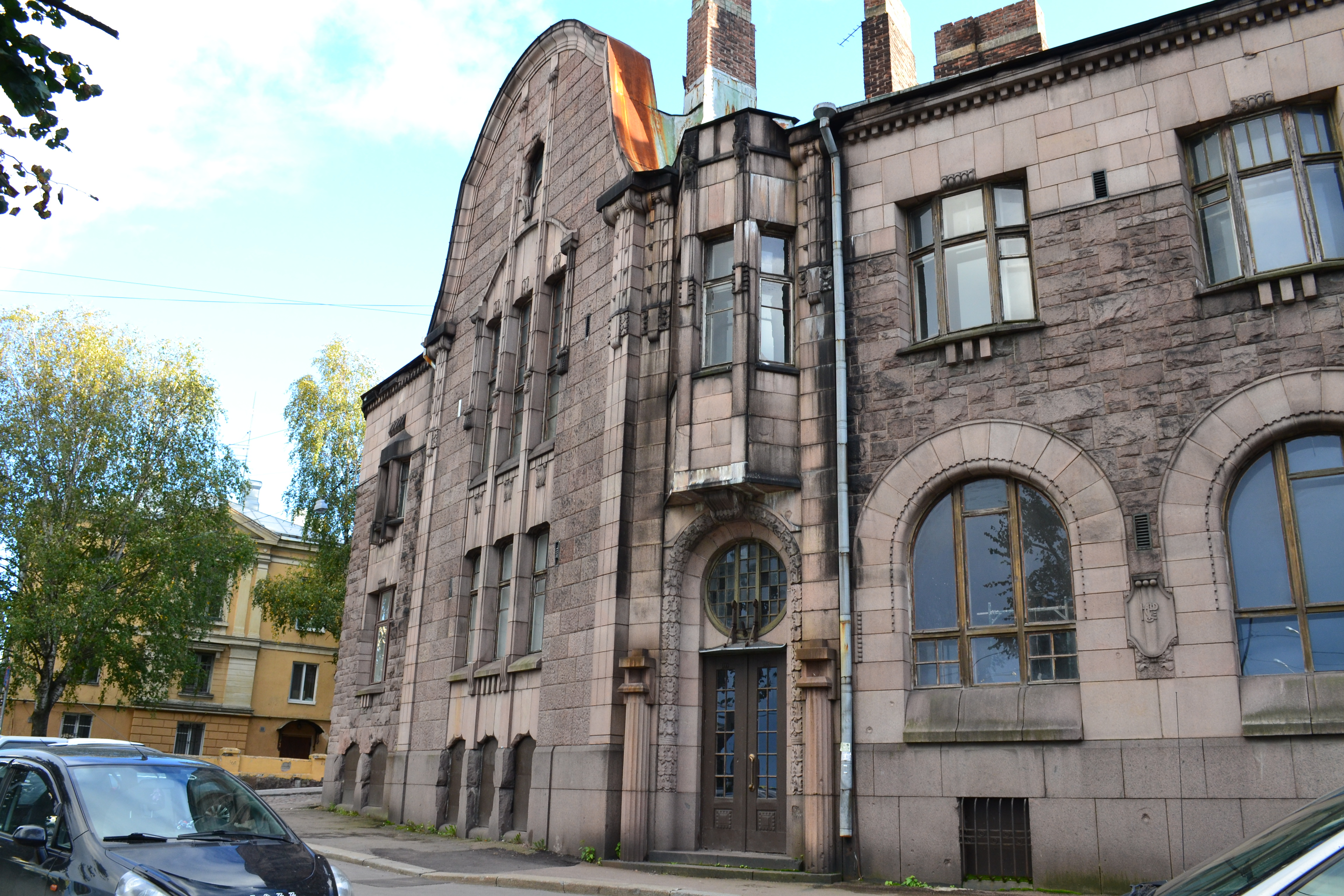
Façade du côté de la rue Severnyi Val

En 1906, U. Ulberg et A. Gyldén, tous deux étudiants de l'université technologique d'Helsinki, ont fondé un bureau d'architecture. L'une de leurs premières commandes était un projet pour un immeuble commercial et résidentiel, au centre du vieux Vyborg, pour la firme Hackman et C°, la plus ancienne et la plus grande société de bois et de commerce de Vyborg, fondée par un marchand allemand J. Hackman originaire de Brême. Les Hackman, l'une des familles les plus riches et les plus influentes de Vyborg, se sont fait connaître comme mécènes, fondateurs de l'hôpital des sœurs de la charité, de l'École de dessin des amis de l'Art de Viipuri et du musée d'art de Vyborg (ou musée de l'Ermitage de Vyborg, succursale du musée de l'Ermitage de Saint-Pétersbourg). La décoration des façades est réalisée en utilisant des matériaux naturels locaux d'où vient le nom Palais de granit. Le nom des deux architectes A. Gyldén et U. Ullberg est apposé sur la façade du bâtiment. Grâce à l'originalité du projet, le Palais de granit est devenu plus connu que la maison de rapport Hackman (ru), construite peu avant dans le bloc d'immeubles voisin.
Les Hackman ont été obligés de quitter Vyborg lors des guerres soviéto-finlandaises (1939-1944), mais l'entreprise Hackman a continué à opérer en Finlande. Après la guerre, l'ancien bâtiment de l'entreprise a été réaménagé en bâtiment résidentiel et, en 1990, il a été privatisé après la dissolution de l'URSS.  

## Description

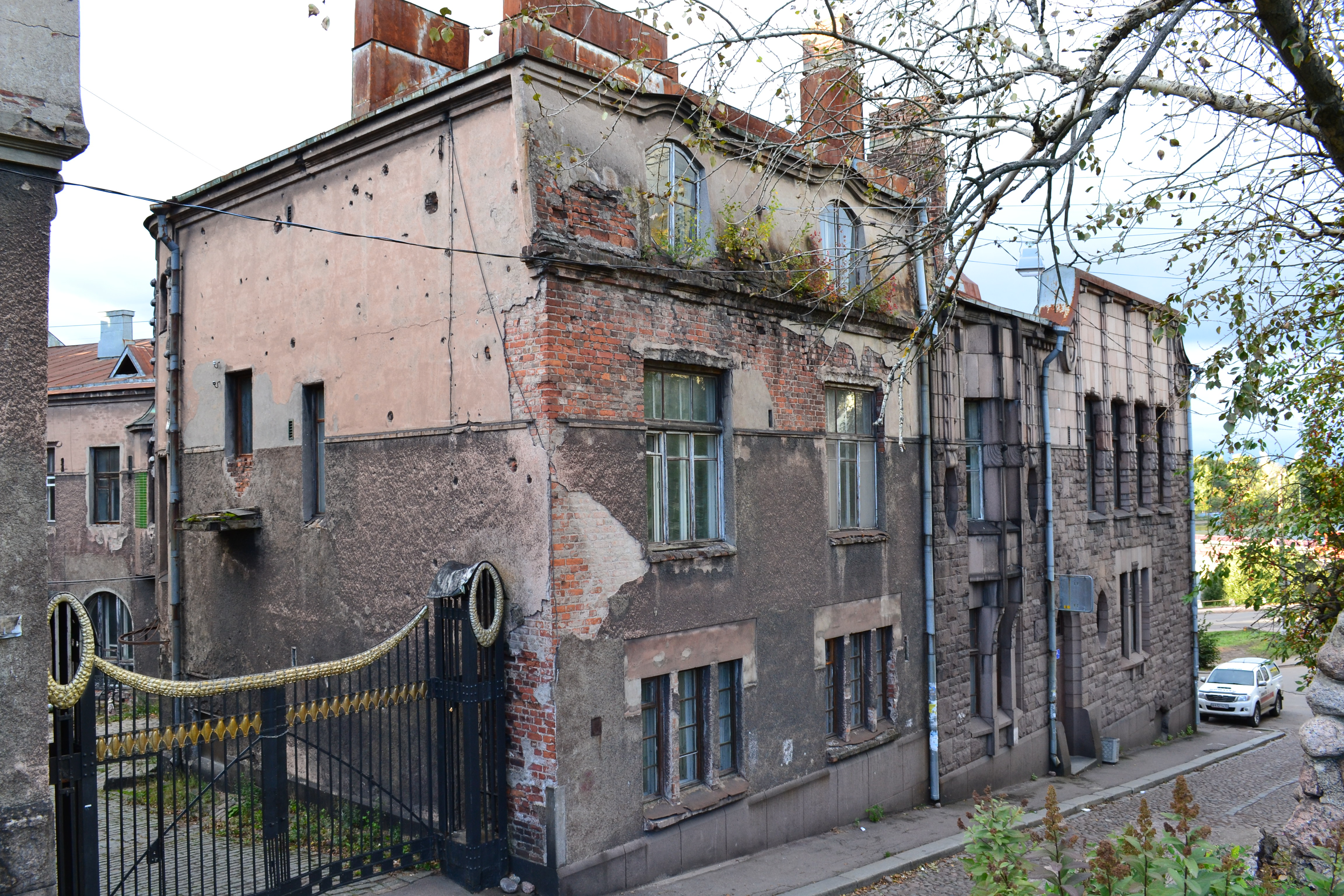
Façade du côté de la rue Podgornaïa

La façade asymétrique du bâtiment de deux étages est recouverte de pierre de granit. Elle s'intègre bien dans le paysage urbain de la partie la plus ancienne de la ville, et est en harmonie avec la maçonnerie des fortifications du château de Vyborg situé à proximité. Le rez-de-chaussée est décoré de fenêtres semi-circulaires garnies de médaillons. Le premier est garni d'un fronton aux formes ondulantes. L'alternance de pierres rouge foncé et gris clair crée un effet particulier. Des dates significatives sont insérées sur cette façade qui rappellent des évènements importants : 1790, la date de fondation de la société Hackman et C°. Une autre date fait référence à l'apparition à la raison sociale Hackman et C° en 1816.

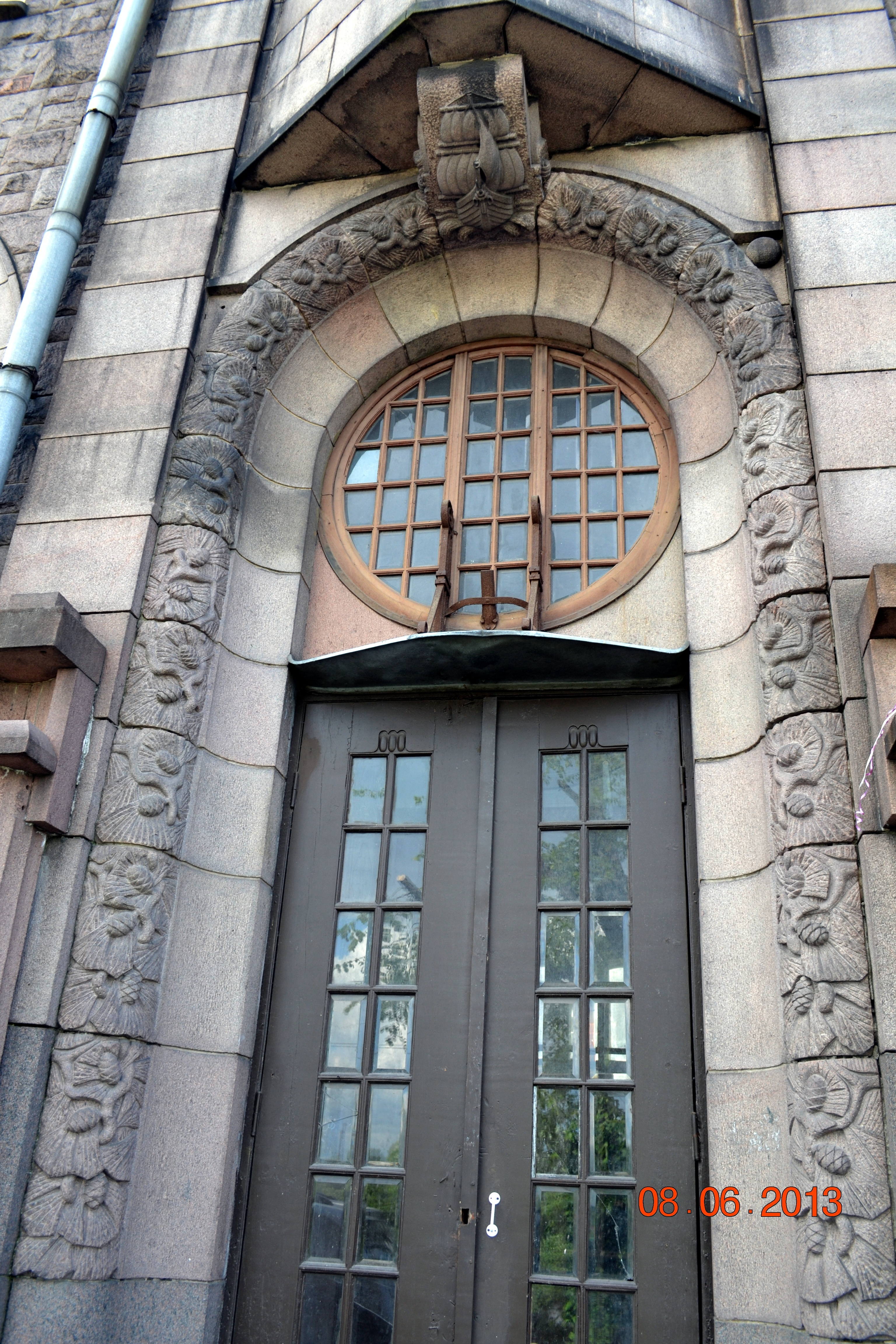
Porche d'entrée avec du vitrage

La décoration des façades comprend des sculptures en pierre d'oiseaux et d'animaux, ainsi que d'ornements floraux (guirlandes de feuilles de chêne avec des glands, branches de pins avec des pommes de pin, nids de canards avec ses poussins, têtes de chèvres et d'agneaux). Dans le projet, au rez-de-chaussée se trouvait une grande salle aux fenêtres cintrées, au travers desquelles passait la lumière de deux côtés. Depuis la rue Severnyi Val, un escalier en marbre menait à la porte de droite où les visiteurs entraient dans l'appartement privé du propriétaire de la firme V. Hackman et à la porte gauche qui donnait accès aux bureaux de l'entreprise. Du côté de la rue Podgornaïa se trouve une troisième entrée et une allée vers la cour. La façade de la cour est garnie d'un balcon massif et de carreaux en céramique. Le sous-sol était utilisé comme lieu de stockage.

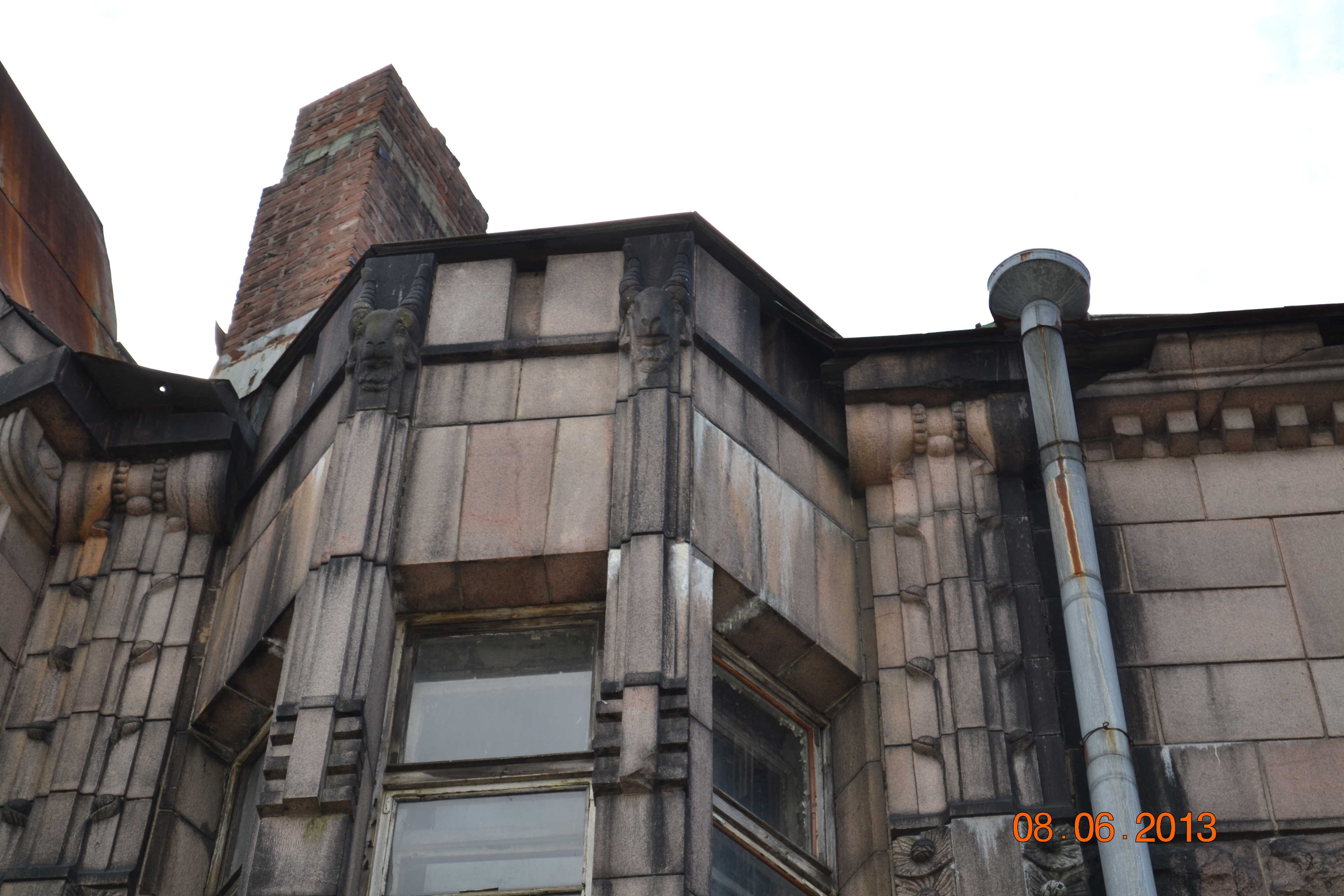
Détails de la façade du côté de la rue Podgornaïa

Les spécialistes ont noté le haut niveau esthétique des intérieurs luxueux avec des meubles intégrés, des lustres en forme de chandeliers médiévaux et la décoration soignée (les matériaux employés sont le marbre, le noyer et le chêne), dont la plupart a disparu pendant la guerre d'Hiver (1939-1940) et la guerre de Continuation (1941-1944) entre la Finlande et l'URSS. Les peintures qui garnissaient les locaux, parmi lesquelles un triptyque dans la cage d'escalier dû à Juho Rissanen, ont été utilisées pour allumer des poêles pendant la guerre.